# Aeschylia picta
Aeschylia picta är en stekelart som beskrevs av Boucek 1988. Aeschylia picta ingår i släktet Aeschylia och familjen puppglanssteklar. Inga underarter finns listade i Catalogue of Life.